# Claudia Rut Vignatti
Claudia Rut Vignatti (Rosario, 20 de febrero de 1968) es deportista argentina que compitió en natación adaptada, especialista en lanzamiento de jabalina, lanzamiento de peso y lanzamiento de disco.
Fue parte del conjunto femenino de atletas argentinas que asistió a varios Juegos Paralímpicos; su primera participación fue en los Juegos Paralímpicos de Atlanta 1996 donde no alcanzó medalla, mientras que cuatro años después, en los Juegos Paralímpicos de Sídney 2000, recibió la presea de bronce en lanzamiento de jabalina dentro de la categoría F37.